# Малларе
Малларе (итал. Mallare) — коммуна в Италии, располагается в регионе Лигурия, в провинции Савона.
Население составляет 1297 человек (2008 г.), плотность населения составляет 40 чел./км². Занимает площадь 33 км². Почтовый индекс — 17045. Телефонный код — 019.
Покровителем коммуны почитается святитель Николай Мирликийский, празднование 6 декабря.

## Демография
Динамика населения:

## Администрация коммуны
- Официальный сайт: